# (5425) Vojtěch
5425 Vojtech (1984 SA1) – planetoida z grupy pasa głównego asteroid okrążająca Słońce w ciągu 3,85 lat w średniej odległości 2,45 j.a. Odkryta 20 września 1984 roku.